# Stereo Skyline
Stereo Skyline is een Amerikaanse powerpopband uit East Meadow (Verenigde Staten) en is gevormd in 2006.
De groep heeft gespeeld op The Bamboozle in 2007, The Bamboozle Left in 2009, The Bamboozle in 2009, The 2010 Take Action Tour, The Bamboozle Roadshow in 2010, en heeft twee ep's gemaakt en een album opgenomen dat in juli 2010 zal uitkomen op Columbia Records.